# Паприха (станция)
Паприха — железнодорожная станция 4 класса Вологодского региона Северной железной дороги на линиях Данилов — Вологда-I и Вологда-I — Буй. Находится в н.п. Паприха Вологодского района Вологодской области.

## География
Расстояние до узловых станций (в километрах): Вологда I — 19, Буй — 111, Данилов — 120.
Соседние станции (ТР4): 303247 Бурдуково, 303266 620 км, 303270 481 км.

## Коммерческие операции
О	Посадка и высадка пассажиров на (из) поезда пригородного и местного сообщения. Прием и выдача багажа не производятся.